# Pro Basketball League 2017-18
La Pro Basketball League 2017-18, conocida por motivos de patrocinio como EuroMillions Basketball League, fue la edición número 91 de la Pro Basketball League, la primera división del baloncesto profesional de Bélgica. Resultó campeón por decimonovena vez en su historia el B.C. Oostende.

### Equipos 2018-2019 y localización
Antwerp Giants cambió su nombre por el de Telenet Giants Antwerp, tras una colaboración de patrocinio con la empresa Telenet. Por otro lado, Telenet dejó de patrocinar al Oostende tras siete años haciéndolo.
| Club                       | Ciudad     | Pabellón                      | Capacidad |
| -------------------------- | ---------- | ----------------------------- | --------- |
| Basic-Fit Brussels         | Bruselas   | Piscine de Neder-Over-Hembeek | 1200      |
| Belfius Mons-Hainaut       | Mons       | Mons.Arena                    | 4000      |
| VOO Liège                  | Lieja      | Country Hall Ethias           | 5000      |
| Crelan Okapi Aalstar       | Aalst      | Okapi Forum                   | 2800      |
| Hubo Limburg United        | Hasselt    | Alverberg Sporthal            | 1730      |
| Kangoeroes Willebroek      | Willebroek | Sporthal de Schalk            | 1000      |
| Oostende                   | Ostend     | Sleuyter Arena                | 5000      |
| Proximus Spirou            | Charleroi  | Spiroudome                    | 6200      |
| Stella Artois Leuven Bears | Leuven     | Sportoase                     | 3400      |
| Telenet Giants Antwerp     | Amberes    | Lotto Arena                   | 5218      |

1. ↑  Liège Basket comenzó la temporada como "BetFirst Liège Basket", pero cambió su nombre por el de "VOO Liège Basket" en febrero de 2018.

## Temporada regular

### Clasificación
| Pos. | Equipo                     | PJ | G  | P  | PF   | PC   | DP   | Pts | Clasificación o descenso   |
| ---- | -------------------------- | -- | -- | -- | ---- | ---- | ---- | --- | -------------------------- |
| 1    | Oostende                   | 36 | 29 | 7  | 2969 | 2470 | +499 | 65  | Clasificados para playoffs |
| 2    | Telenet Giants Antwerp     | 36 | 27 | 9  | 2911 | 2618 | +293 | 63  | Clasificados para playoffs |
| 3    | Proximus Spirou            | 36 | 25 | 11 | 2954 | 2783 | +171 | 61  | Clasificados para playoffs |
| 4    | Crelan Okapi Aalstar       | 36 | 23 | 13 | 2898 | 2708 | +190 | 59  | Clasificados para playoffs |
| 5    | Belfius Mons-Hainaut       | 36 | 20 | 16 | 2870 | 2886 | −16  | 56  | Clasificados para playoffs |
| 6    | Hubo Limburg United        | 36 | 16 | 20 | 2889 | 2903 | −14  | 52  | Clasificados para playoffs |
| 7    | Kangoeroes Willebroek      | 36 | 13 | 23 | 2826 | 3111 | −285 | 49  | Clasificados para playoffs |
| 8    | Basic-Fit Brussels         | 36 | 12 | 24 | 2637 | 2812 | −175 | 48  | Clasificados para playoffs |
| 9    | VOO Liège                  | 36 | 8  | 28 | 2970 | 3217 | −247 | 44  |                            |
| 10   | Stella Artois Leuven Bears | 36 | 7  | 29 | 2628 | 3044 | −416 | 43  |                            |

 Fuente: EuroMillions League

### Playoffs
|  | Cuartos de Final        | Cuartos de Final         |                         |   | Semifinales | Semifinales |  |  | Finales | Finales |
|  |                         |                          |                         |   |             |             |  |  |         |         |
|  |                         |                          |                         |   |             |             |  |  |         |         |
|  |                         |                          |                         |   |             |             |  |  |         |         |
|  | 1Oostende               | 2                        |                         |   |             |             |  |  |         |         |
|  | 1Oostende               | 2                        |                         |   |             |             |  |  |         |         |
|  | 8Basic-Fit Brussels     | 0                        |                         |   |             |             |  |  |         |         |
|  | 8Basic-Fit Brussels     | 0                        | 1Oostende               | 2 |             |             |  |  |         |         |
|  |                         |                          | 1Oostende               | 2 |             |             |  |  |         |         |
|  |                         | 4Okapi Aalstar           | 0                       |   |             |             |  |  |         |         |
|  | 4Okapi Aalstar          | 4Okapi Aalstar           | 0                       | 2 |             |             |  |  |         |         |
|  | 4Okapi Aalstar          |                          |                         | 2 |             |             |  |  |         |         |
|  | 5Belfius Mons-Hainaut   | 1                        |                         |   |             |             |  |  |         |         |
|  | 5Belfius Mons-Hainaut   | 1                        | 1 Oostende              | 3 |             |             |  |  |         |         |
|  |                         |                          | 1 Oostende              | 3 |             |             |  |  |         |         |
|  |                         | 2 Telenet Giants Antwerp | 0                       |   |             |             |  |  |         |         |
|  | 2Telenet Giants Antwerp | 2 Telenet Giants Antwerp | 0                       | 2 |             |             |  |  |         |         |
|  | 2Telenet Giants Antwerp |                          |                         | 2 |             |             |  |  |         |         |
|  | 7Kangoeroes Willebroek  | 0                        |                         |   |             |             |  |  |         |         |
|  | 7Kangoeroes Willebroek  | 0                        | 2Telenet Giants Antwerp | 2 |             |             |  |  |         |         |
|  |                         |                          | 2Telenet Giants Antwerp | 2 |             |             |  |  |         |         |
|  |                         | 3Proximus Spirou         | 0                       |   |             |             |  |  |         |         |
|  | 3Proximus Spirou        | 3Proximus Spirou         | 0                       | 2 |             |             |  |  |         |         |
|  | 3Proximus Spirou        |                          |                         | 2 |             |             |  |  |         |         |
|  | 6Hubo Limburg United    | 0                        |                         |   |             |             |  |  |         |         |
|  | 6Hubo Limburg United    | 0                        |                         |   |             |             |  |  |         |         |

### Cuartos de final
| Equipo 1               | Series | Equipo 2              | 1.er partido | 2.º partido | 3.er partido |
| ---------------------- | ------ | --------------------- | ------------ | ----------- | ------------ |
| Oostende               | 2–0    | Basic-Fit Brussels    | 103–62       | 84–63       |              |
| Okapi Aalstar          | 2–1    | Belfius Mons-Hainaut  | 79–81        | 82–80       | 81–71        |
| Telenet Giants Antwerp | 2–0    | Kangoeroes Willebroek | 76–62        | 95–65       |              |
| Proximus Spirou        | 2–0    | Hubo Limburg United   | 89–62        | 80–73       |              |

### Semifinales
| Equipo 1               | Series | Equipo 2        | 1.er partido | 2.º partido | 3.er partido |
| ---------------------- | ------ | --------------- | ------------ | ----------- | ------------ |
| Oostende               | 2–0    | Okapi Aalstar   | 82–60        | 80–64       |              |
| Telenet Giants Antwerp | 2–0    | Proximus Spirou | 90–80        | 83–82       |              |

### Finales
| Equipo 1 | Series | Equipo 2               | 1.er partido | 2.º partido | 3.er partido |
| -------- | ------ | ---------------------- | ------------ | ----------- | ------------ |
| Oostende | 3–0    | Telenet Giants Antwerp | 75–67        | 74–66       | 78–67        |

## Galardones

### Premios individuales
| Premio                | Jugador         | Club                   | Ref.  |
| --------------------- | --------------- | ---------------------- | ----- |
| MVP de la Liga        | Jean Salumu     | Oostende               | [ 2 ] |
| Jugador belga del año | Jean Salumu     | Oostende               | [ 2 ] |
| Mejor jugador joven   | Thomas Akyazili | Telenet Giants Antwerp | [ 2 ] |
| Entrenador del año    | Dario Gjergja   | Oostende               | [ 2 ] |

### Mejores quintetos de la liga
| Mejor quinteto ofensivo | Mejor quinteto ofensivo | Mejor quinteto defensivo | Mejor quinteto defensivo |
| ----------------------- | ----------------------- | ------------------------ | ------------------------ |
| Dušan Đorđević          | Oostende                | Paris Lee                | Telenet Giants Antwerp   |
| Garlon Green            | Belfius Mons-Hainaut    | Bill Amis                | Okapi Aalstar            |
| Jean Salumu             | Oostende                | Jean Salumu              | Oostende                 |
| Chase Fieler            | Oostende                | Jean-Marc Mwema          | Oostende                 |
| Seth Tuttle             | Proximus Spirou         | Tonye Jekiri             | Oostende                 |